# Chamaescilla corymbosa
Chamaescilla corymbosa là một loài thực vật có hoa trong họ Măng tây. Loài này được (R.Br.) F.Muell. ex Benth. mô tả khoa học đầu tiên năm 1870.